# Verdicchio dei Castelli di Jesi classico superiore
Il Verdicchio dei Castelli di Jesi Classico Superiore è un vino a Denominazione di Origine Controllata (DOC) prodotto nelle province di Macerata e di Ancona

L'uso della menzione "Classico" è riservata al vino ottenuto dalle uve raccolte nella zona originaria più antica.

## Vitigni con cui è consentito produrlo
- Verdicchio minimo 85%.
- Altri vitigni a bacca bianca idonei alla coltivazione nella regione Marche nella misura massima del 15%

## Tecniche di produzione
Per i nuovi impianti e i reimpianti la densità non può essere inferiore a 2 200 ceppi/ha. 

È vietato l'allevamento a tendone

È consentita l'irrigazione di soccorso. 

Tutte le operazioni di vinificazione, invecchiamento e imbottigliamento, debbono essere effettuate nella zona DOCG.

## Caratteristiche organolettiche
- colore giallo paglierino tenue;
- odore: delicato, caratteristico;
- sapore: asciutto, armonico, con retrogusto gradevolmente amarognolo;

## Abbinamenti consigliati
Vedi Verdicchio dei Castelli di Jesi classico riserva

## Produzione
Provincia, stagione, volume in ettolitri
- Ancona  (1995/96)  8890,0
- Ancona  (1996/97)  8938,03